# Лайл (тауншип, Миннесота)
Лайл (англ. Lyle) — тауншип в округе Моуэр, Миннесота, США. На 2000 год его население составило 402 человека.

## География
По данным Бюро переписи населения США площадь тауншипа составляет 91,9 км², из которых 91,9 км² занимает суша, водоёмов нет.

## Демография
По данным переписи населения 2000 года здесь находились 402 человека, 146 домохозяйств и 113 семей.  Плотность населения —  4,4 чел./км².  На территории тауншипа расположено 157 построек со средней плотностью 1,7 построек на один квадратный километр. Расовый состав населения: 99,00 % белых, 0,25 % коренных американцев, 0,25 % азиатов и 0,50 % приходится на две или более других рас.
Из 146 домохозяйств в 34,2 % воспитывались дети до 18 лет, в 71,2 % проживали супружеские пары, в 2,7 % проживали незамужние женщины и в 22,6 % домохозяйств проживали несемейные люди. 17,1 % домохозяйств состояли из одного человека, при том 5,5 % из — одиноких пожилых людей старше 65 лет. Средний размер домохозяйства — 2,75, а семьи — 3,12 человека.
23,9 % населения — младше 18 лет, 11,4 % — в возрасте от 18 до 24 лет, 27,4 % — от 25 до 44, 27,1 % — от 45 до 64, и 10,2 % — старше 65 лет. Средний возраст — 38 лет. На каждые 100 женщин приходилось 119,7 мужчин.  На каждые 100 женщин старше 18 приходилось 120,1 мужчин.
Средний годовой доход домохозяйства составлял 46 667 долларов, а средний годовой доход семьи —  46 500 долларов. Средний доход мужчин —  30 000  долларов, в то время как у женщин — 24 444. Доход на душу населения составил 19 116 долларов. За чертой бедности находились 6,6 % семей и 8,4 % всего населения тауншипа, из которых 6,6 % младше 18 лет.